# Offranville
Offranville – miejscowość i gmina we Francji, w regionie Normandia, w departamencie Sekwana Nadmorska.
Według danych na rok 1990 gminę zamieszkiwało 3059 osób, a gęstość zaludnienia wynosiła 176 osób/km² (wśród 1421 gmin Górnej Normandii Offranville plasuje się na 76. miejscu pod względem liczby ludności, natomiast pod względem powierzchni na miejscu 88.).